# Frank nyelvjárás

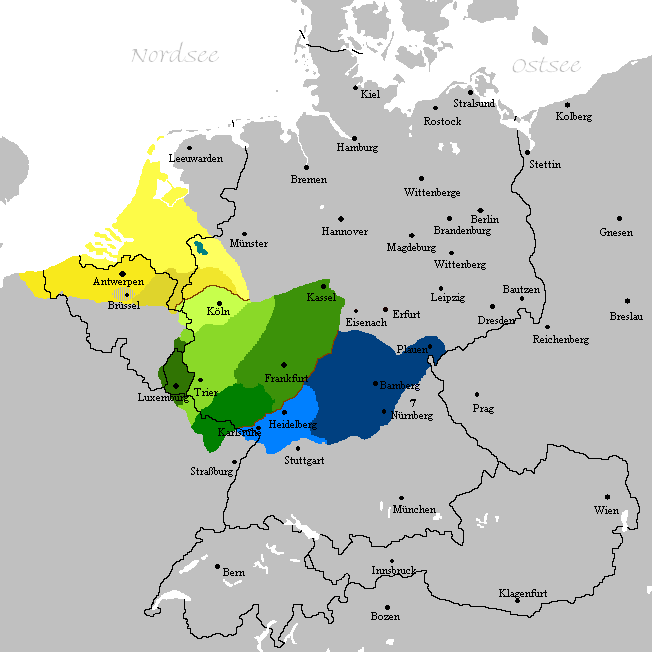
A frank nyelvek elterjedése és dialektusai holland (niederländisch) és alsó-német (niederdeutsch) (sárga), közép-német (zöld) és felső-német (kék) nyelvi területen

A frank nyelvek összefoglaló fogalom azokra a nyugat-német nyelvekre és dialektusokra, amelyek eredete a középkori Frank Birodalom keleti részéhez köthető.
Ide tartoznak továbbá:
- A holland nyelv, az afrikaans nyelv
- nyugati középnémet nyelv
- hochdeutsch nyelvjárások, mint a középnémet és a felsőnémet nyelv.

Tudományos körökben vita folyik arról, hogy a frank dialektusok ténylegesen egy nyelvcsaládot alkotnak-e. Ehhez azonban még hiányoznak kutatások, melyek megerősíthetnék, vagy megcáfolhatnák, hogy a ma létező és beszélt frank dialektusok nyelvtörténetileg ténylegesen egy különálló frank nyelvből erednek.

## Történet
Néhány frank dialektus eredete valószínűsíthetően a korai középkorig nyúlik vissza. A legváltozatlanabb formájában az ófrank nyelv talán a ripuári és a moseli frank dialektusok. A délebbre beszélt rajnai frank dialektus, valamint a keleti-frank és a déli-frank erős alemann nyelvjárás befolyás alá került, valamint a déli-frankot a bajor nyelv felől is nagy behatás érte. Ez azért történhetett, mert a frank törzsek által elfoglalt területen már laktak különféle bajor és alemann, valamint egyéb népvándorlás kori telepesek, akik nyelve a Frank Birodalomba való betagozódáskor nem tűnt el, hanem összekeveredett az ófrank nyelvvel, amelyből többek között a középfelnémet nyelv egyes változatai alakultak ki.

## Variánsok
- Alsó-német vagy alsó-frank (Niederdeutsch, Niederfränkisch)
  - Holland nyelv
  - Rheinmaasländisch (kihalt)
- Nyugati középnémet
  - Középfrank
  - Rajnai frank
- Felsőnémet
  - Keleti-frank
  - Déli-frank

## Nyelvi eltérések

### Eltérő betűk
| írva | kiejtve |
| ---- | ------- |
| t    | d       |
| p    | b       |
| k    | g       |
| er   | ä       |

### Szólások, közmondások
| Frank                                      | németül szó szerint                            | jelentése magyarul                               |
| ------------------------------------------ | ---------------------------------------------- | ------------------------------------------------ |
| Ädhs ghrejgsd a Foddsn!                    | Jetzt kriegst Du Schläge!                      | Most megkapod a magadét!                         |
| Allmächd!                                  | Allmächt(iger)!                                | Te jó ég!/Atya Isten!                            |
| Mach faj kann Schajss!                     | Mach keinen Mist!                              | Ne csinálj hülyeséget!                           |
| Då mächasdh an schneewajssn Schiisn lon    | Man könnte schneeweiß flatulieren!             | Egy reménytelen/tanácstalan helyzet leírása      |
| Glaj fälld da Wadschnbamm um!              | Gleich fällt der Ohrfeigenbaum um!             | Mindjárt kapsz egy fülest!                       |
| Wou di Haasn Hoosn un di Hosn Huusn haasn. | Wo die Hasen Hasen und die Hosen Hosen heißen. | Ismert szólás a saját regionális elhatárolódásra |
| Däa schaudh wej a Achala, wenns blidsdh.   | Er schaut wie ein Einhörnchen, wenn es blitzt  | Néz, mint borjú az új kapura                     |